# 8e étape du Tour de France 2015
Pour un article plus général, voir Tour de France 2015.
La 8e étape du Tour de France 2015 s'est déroulée le samedi 11 juillet 2015 entre Rennes et Mûr-de-Bretagne sur une distance de 181,5 kilomètres.

## Parcours
Longue de 181,5 km, la huitième étape du Tour de France 2015 relie Rennes, en Ille-et-Vilaine à Mûr-de-Bretagne, dans les Côtes-d'Armor. Le profil de l'étape est vallonné, avec des altitudes allant 88 m à 262 m. Deux côtes, celle du col du mont Bel-Air, au kilomètre 99,50, et l'arrivée d'étape, apportent des points pour le classement du meilleur grimpeur. Le sprint intermédiaire a lieu à la gare de Moncontour  dans les Côtes-d'Armor, au kilomètre 108,5.

La ligne de départ à Rennes
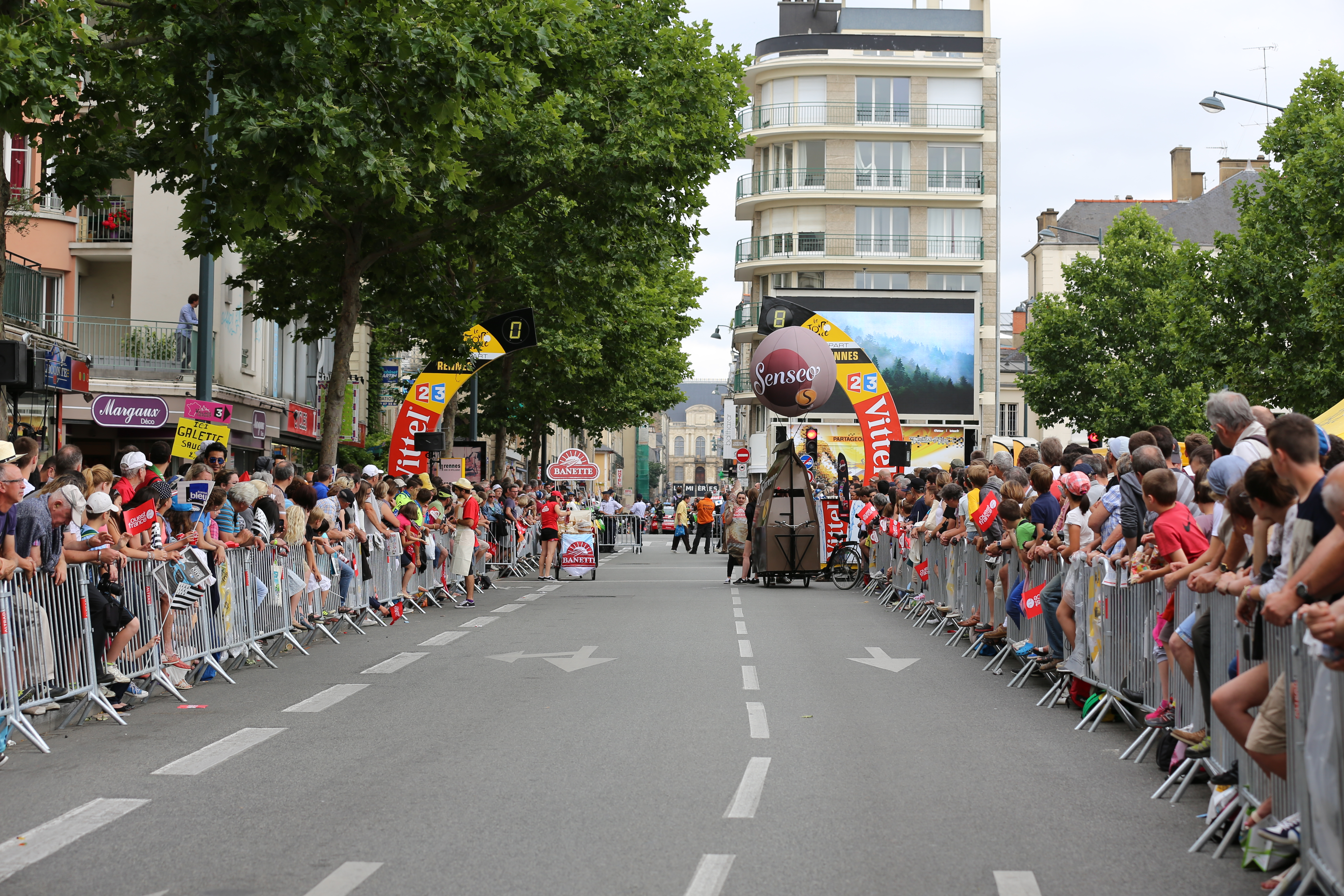
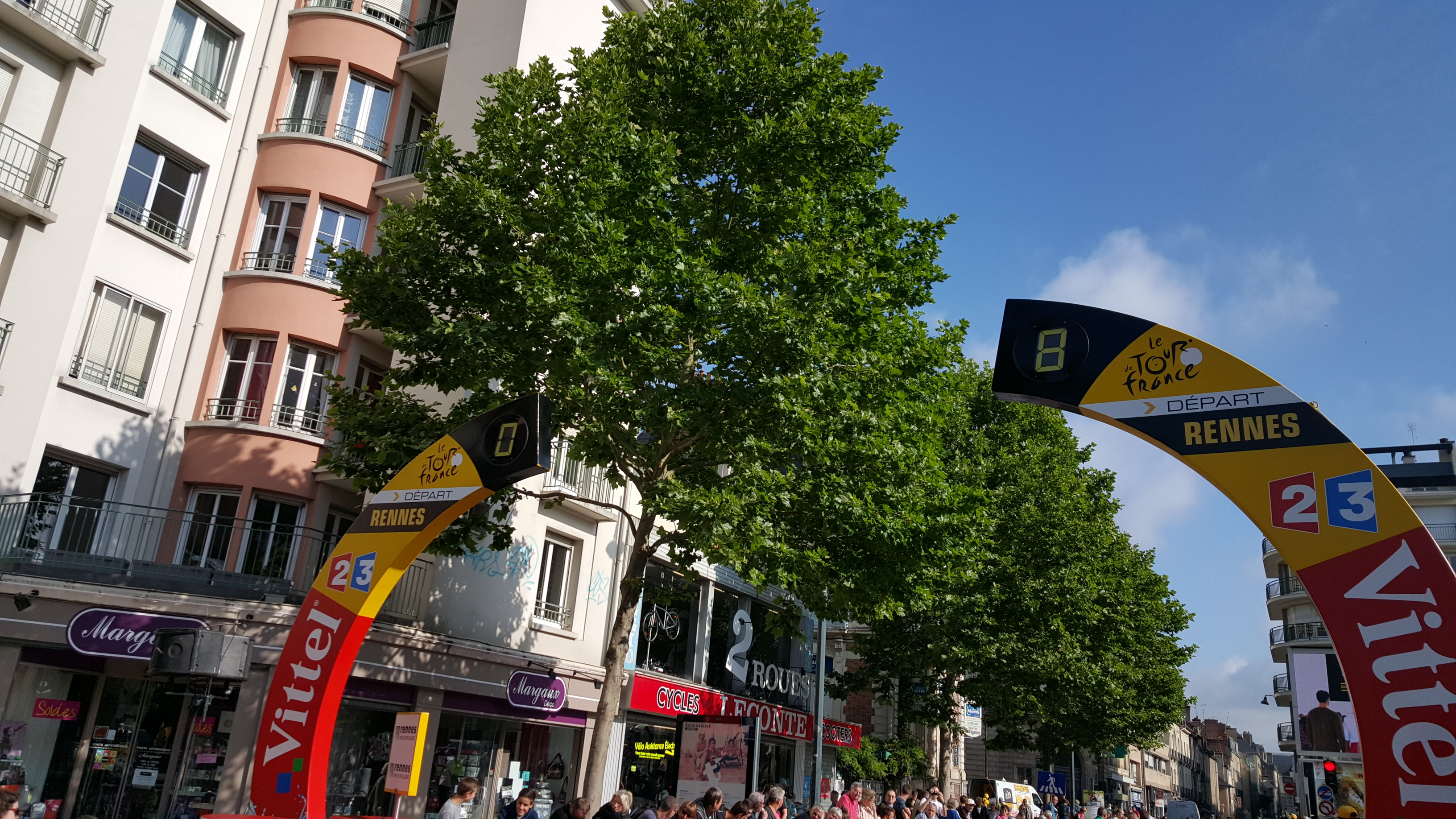
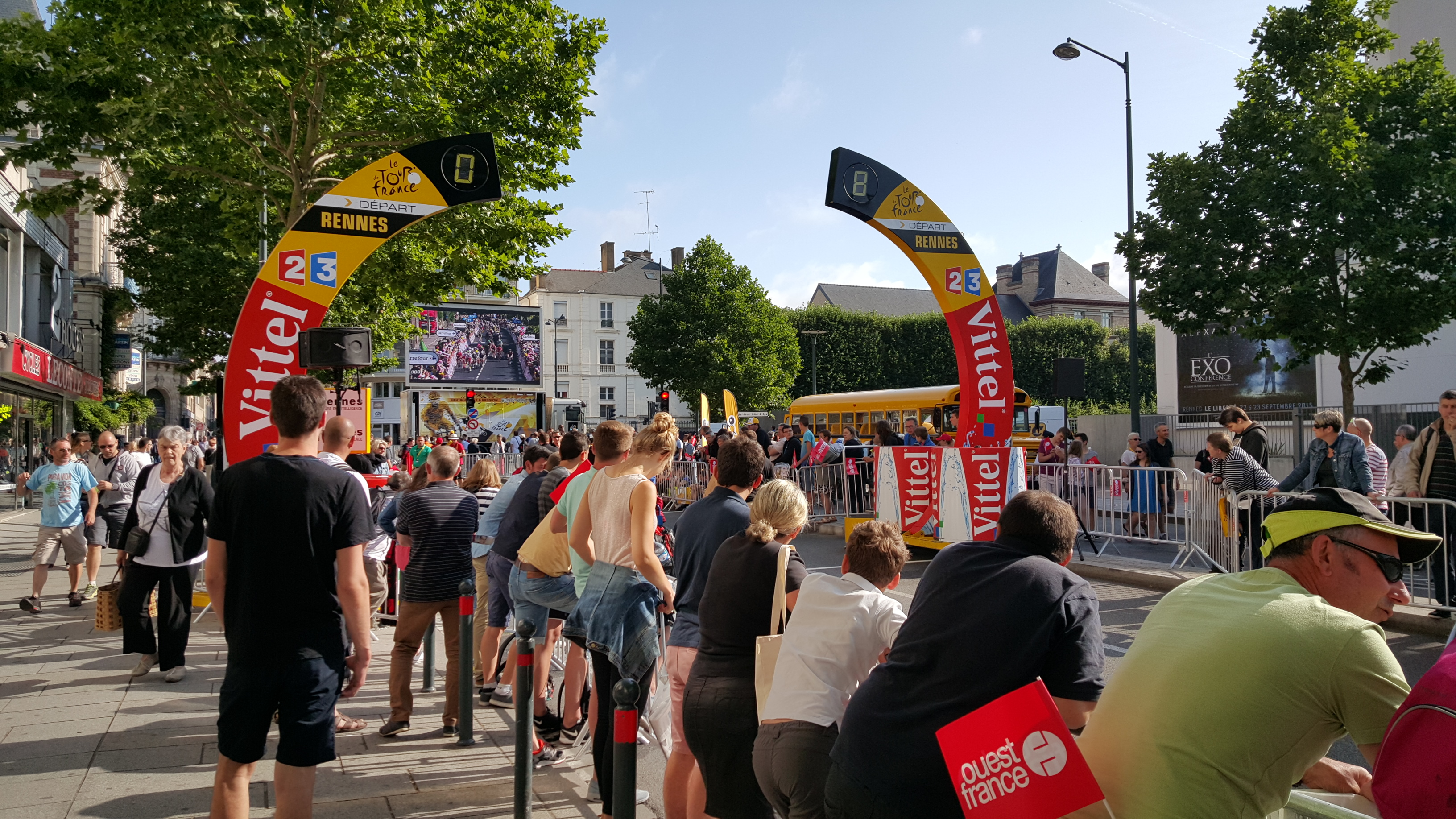

## Déroulement de la course
Dès les premiers kilomètres après le départ un groupe de quatre coureurs parviennent à s'échapper du peloton : les Français Pierre-Luc Périchon, Sylvain Chavanel et Romain Sicard et le Polonais Bartosz Huzarski. Ils sont repris par le peloton et c'est cette fois à nouveau Bartosz Huzarski, combatif du jour, accompagné de Michał Gołaś et Lars Bak qui prennent une minute d'avance sur le peloton avant d'être repris à 8 km de l'arrivée. 
Lors de la montée du mur de Mûr-de-Bretagne à 2 km de l'arrivée Christopher Froome impose son tempo avant de relâcher son effort à quelques centaines de mètres de l'arrivée permettant au Français Alexis Vuillermoz de partir en contre et de finir victorieux de l'étape devant Daniel Martin et Alejandro Valverde, qui devance un groupe de 25 coureurs, constitué d'un certain nombre de favoris.

## Résultats

### Classement de l'étape
| Classement de la 8e étape | Classement de la 8e étape | Classement de la 8e étape | Classement de la 8e étape | Classement de la 8e étape |
|                           | Coureur                   | Pays                      | Équipe                    | Temps                     |
| ------------------------- | ------------------------- | ------------------------- | ------------------------- | ------------------------- |
| 1er                       | Alexis Vuillermoz         | France                    | AG2R La Mondiale          | en 4 h 20 min 55 s        |
| 2e                        | Daniel Martin             | Irlande                   | Cannondale-Garmin         | + 5 s                     |
| 3e                        | Alejandro Valverde        | Espagne                   | Movistar                  | + 10 s                    |
| 4e                        | Peter Sagan               | Slovaquie                 | Tinkoff-Saxo              | m.t                       |
| 5e                        | Tony Gallopin             | France                    | Lotto-Soudal              | m.t                       |
| 6e                        | Greg Van Avermaet         | Belgique                  | BMC Racing                | m.t                       |
| 7e                        | Adam Yates                | Royaume-Uni               | Orica-GreenEDGE           | m.t                       |
| 8e                        | Christopher Froome        | Royaume-Uni               | Sky                       | m.t                       |
| 9e                        | Bauke Mollema             | Pays-Bas                  | Trek Factory Racing       | m.t                       |
| 10e                       | Tejay Van Garderen        | États-Unis                | BMC Racing                | m.t                       |
| modifier                  |                           |                           |                           |                           |

### Points attribués
| Sprint intermédiaire Gare de Moncontour (km 108,5) | Sprint intermédiaire Gare de Moncontour (km 108,5) | Sprint intermédiaire Gare de Moncontour (km 108,5) | Sprint intermédiaire Gare de Moncontour (km 108,5) | Sprint intermédiaire Gare de Moncontour (km 108,5) |
| -------------------------------------------------- | -------------------------------------------------- | -------------------------------------------------- | -------------------------------------------------- | -------------------------------------------------- |
|                                                    | Coureur                                            | Pays                                               | Équipe                                             | Point(s)                                           |
| 1er                                                | Pierre-Luc Périchon                                | France                                             | Bretagne-Séché Environnement                       | 20                                                 |
| 2e                                                 | Bartosz Huzarski                                   | Pologne                                            | Bora-Argon 18                                      | 17                                                 |
| 3e                                                 | Sylvain Chavanel                                   | France                                             | IAM                                                | 15                                                 |
| 4e                                                 | Romain Sicard                                      | France                                             | Europcar                                           | 13                                                 |
| 5e                                                 | André Greipel                                      | Allemagne                                          | Lotto-Soudal                                       | 11                                                 |
| 6e                                                 | John Degenkolb                                     | Allemagne                                          | Giant-Alpecin                                      | 10                                                 |
| 7e                                                 | Koen de Kort                                       | Pays-Bas                                           | Giant-Alpecin                                      | 9                                                  |
| 8e                                                 | Mark Cavendish                                     | Royaume-Uni                                        | Etixx-Quick Step                                   | 8                                                  |
| 9e                                                 | Peter Sagan                                        | Slovaquie                                          | Tinkoff-Saxo                                       | 7                                                  |
| 10e                                                | Bryan Coquard                                      | France                                             | Europcar                                           | 6                                                  |
| 11e                                                | Roy Curvers                                        | Pays-Bas                                           | Giant-Alpecin                                      | 5                                                  |
| 12e                                                | Angélo Tulik                                       | France                                             | Europcar                                           | 4                                                  |
| 13e                                                | Pierre Rolland                                     | France                                             | Europcar                                           | 3                                                  |
| 14e                                                | Thomas De Gendt                                    | Belgique                                           | Lotto-Soudal                                       | 2                                                  |
| 15e                                                | Frédéric Brun                                      | France                                             | Bretagne-Séché Environnement                       | 1                                                  |
| modifier                                           |                                                    |                                                    |                                                    |                                                    |

| Arrivée d'étape Mûr-de-Bretagne (km 181,5) | Arrivée d'étape Mûr-de-Bretagne (km 181,5) | Arrivée d'étape Mûr-de-Bretagne (km 181,5) | Arrivée d'étape Mûr-de-Bretagne (km 181,5) | Arrivée d'étape Mûr-de-Bretagne (km 181,5) |
| ------------------------------------------ | ------------------------------------------ | ------------------------------------------ | ------------------------------------------ | ------------------------------------------ |
|                                            | Coureur                                    | Pays                                       | Équipe                                     | Point(s)                                   |
| 1er                                        | Alexis Vuillermoz                          | France                                     | AG2R La Mondiale                           | 30                                         |
| 2e                                         | Daniel Martin                              | Irlande                                    | Cannondale-Garmin                          | 25                                         |
| 3e                                         | Alejandro Valverde                         | Espagne                                    | Movistar                                   | 22                                         |
| 4e                                         | Peter Sagan                                | Slovaquie                                  | Tinkoff-Saxo                               | 19                                         |
| 5e                                         | Tony Gallopin                              | France                                     | Lotto-Soudal                               | 17                                         |
| 6e                                         | Greg Van Avermaet                          | Belgique                                   | BMC Racing                                 | 15                                         |
| 7e                                         | Adam Yates                                 | Royaume-Uni                                | Orica-GreenEDGE                            | 13                                         |
| 8e                                         | Christopher Froome                         | Royaume-Uni                                | Sky                                        | 11                                         |
| 9e                                         | Bauke Mollema                              | Pays-Bas                                   | Trek Factory Racing                        | 9                                          |
| 10e                                        | Tejay Van Garderen                         | États-Unis                                 | BMC Racing                                 | 7                                          |
| 11e                                        | Julián Arredondo                           | Colombie                                   | Trek Factory Racing                        | 6                                          |
| 12e                                        | Joaquim Rodríguez                          | Espagne                                    | Katusha                                    | 5                                          |
| 13e                                        | Warren Barguil                             | France                                     | Giant-Alpecin                              | 4                                          |
| 14e                                        | Alberto Contador                           | Espagne                                    | Tinkoff-Saxo                               | 3                                          |
| 15e                                        | Rigoberto Urán                             | Colombie                                   | Etixx-Quick Step                           | 2                                          |
| modifier                                   |                                            |                                            |                                            |                                            |

| - Bonifications à l'arrivée \| \| Coureur \| Pays \| Équipe \| Bonifications \| \| - \| ------------------ \| ------- \| ----------------- \| ------------- \| \| 1 \| Alexis Vuillermoz \| France \| AG2R La Mondiale \| 10 s \| \| 2 \| Daniel Martin \| Irlande \| Cannondale-Garmin \| 6 s \| \| 3 \| Alejandro Valverde \| Espagne \| Movistar \| 4 s \| |                    |         |                   |               |
| | Coureur            | Pays    | Équipe            | Bonifications |
| 1 | Alexis Vuillermoz  | France  | AG2R La Mondiale  | 10 s          |
| 2 | Daniel Martin      | Irlande | Cannondale-Garmin | 6 s           |
| 3 | Alejandro Valverde | Espagne | Movistar          | 4 s           |

### Cols et côtes
| Côte du Mont Bel-Air (km 99,5) 4e catégorie | Côte du Mont Bel-Air (km 99,5) 4e catégorie | Côte du Mont Bel-Air (km 99,5) 4e catégorie | Côte du Mont Bel-Air (km 99,5) 4e catégorie | Côte du Mont Bel-Air (km 99,5) 4e catégorie |
| ------------------------------------------- | ------------------------------------------- | ------------------------------------------- | ------------------------------------------- | ------------------------------------------- |
|                                             | Coureur                                     | Pays                                        | Équipe                                      | Point(s)                                    |
| 1er                                         | Romain Sicard                               | France                                      | Europcar                                    | 1                                           |
| modifier                                    |                                             |                                             |                                             |                                             |

| Mûr-de-Bretagne (km 181,5) Arrivée d'étape - 3e catégorie | Mûr-de-Bretagne (km 181,5) Arrivée d'étape - 3e catégorie | Mûr-de-Bretagne (km 181,5) Arrivée d'étape - 3e catégorie | Mûr-de-Bretagne (km 181,5) Arrivée d'étape - 3e catégorie | Mûr-de-Bretagne (km 181,5) Arrivée d'étape - 3e catégorie |
| --------------------------------------------------------- | --------------------------------------------------------- | --------------------------------------------------------- | --------------------------------------------------------- | --------------------------------------------------------- |
|                                                           | Coureur                                                   | Pays                                                      | Équipe                                                    | Point(s)                                                  |
| 1er                                                       | Alexis Vuillermoz                                         | France                                                    | AG2R La Mondiale                                          | 2                                                         |
| 2e                                                        | Daniel Martin                                             | Irlande                                                   | Cannondale-Garmin                                         | 1                                                         |
| modifier                                                  |                                                           |                                                           |                                                           |                                                           |

## Classements à l'issue de l'étape

### Classement général
| Classement général | Classement général | Classement général | Classement général  | Classement général |
|                    | Coureur            | Pays               | Équipe              | Temps              |
| ------------------ | ------------------ | ------------------ | ------------------- | ------------------ |
| 1er                | Christopher Froome | Royaume-Uni        | Sky                 | en 31 h 1 min 56 s |
| 2e                 | Peter Sagan        | Slovaquie          | Tinkoff-Saxo        | + 11 s             |
| 3e                 | Tejay van Garderen | États-Unis         | BMC Racing          | + 13 s             |
| 4e                 | Tony Gallopin      | France             | Lotto-Soudal        | + 26 s             |
| 5e                 | Greg Van Avermaet  | Belgique           | BMC Racing          | + 28 s             |
| 6e                 | Rigoberto Urán     | Colombie           | Etixx-Quick Step    | + 34 s             |
| 7e                 | Alberto Contador   | Espagne            | Tinkoff-Saxo        | + 36 s             |
| 8e                 | Warren Barguil     | France             | Giant-Alpecin       | + 1 min 7 s        |
| 9e                 | Zdeněk Štybar      | Tchéquie           | Etixx-Quick Step    | + 1 min 15 s       |
| 10e                | Bauke Mollema      | Pays-Bas           | Trek Factory Racing | + 1 min 32 s       |
| modifier           |                    |                    |                     |                    |

### Classement par points
| Classement par points | Classement par points | Classement par points | Classement par points | Classement par points |
| --------------------- | --------------------- | --------------------- | --------------------- | --------------------- |
|                       | Coureur               | Pays                  | Équipe                | Point(s)              |
| 1er                   | Peter Sagan           | Slovaquie             | Tinkoff-Saxo          | 213 points            |
| 2e                    | André Greipel         | Allemagne             | Lotto-Soudal          | 210 pts               |
| 3e                    | Mark Cavendish        | Royaume-Uni           | Etixx-Quick Step      | 159 pts               |
| 4e                    | John Degenkolb        | Allemagne             | Giant-Alpecin         | 158 pts               |
| 5e                    | Bryan Coquard         | France                | Europcar              | 102 pts               |
| 6e                    | Greg Van Avermaet     | Belgique              | BMC Racing            | 73 pts                |
| 7e                    | Zdeněk Štybar         | Tchéquie              | Etixx-Quick Step      | 63 pts                |
| 8e                    | Tony Gallopin         | France                | Lotto-Soudal          | 61 pts                |
| 9e                    | Alexis Vuillermoz     | France                | AG2R La Mondiale      | 52 pts                |
| 10e                   | Christopher Froome    | Royaume-Uni           | Sky                   | 51 pts                |
| modifier              |                       |                       |                       |                       |

### Classement du meilleur grimpeur
| Classement du meilleur grimpeur | Classement du meilleur grimpeur | Classement du meilleur grimpeur | Classement du meilleur grimpeur | Classement du meilleur grimpeur |
| ------------------------------- | ------------------------------- | ------------------------------- | ------------------------------- | ------------------------------- |
|                                 | Coureur                         | Pays                            | Équipe                          | Point(s)                        |
| 1er                             | Daniel Teklehaimanot            | Érythrée                        | MTN-Qhubeka                     | 4 points                        |
| 2e                              | Joaquim Rodríguez               | Espagne                         | Katusha                         | 2 pts                           |
| 3e                              | Alexis Vuillermoz               | France                          | AG2R La Mondiale                | 2 pts                           |
| 4e                              | Michael Schär                   | Suisse                          | BMC Racing                      | 1 pt                            |
| 5e                              | Romain Sicard                   | France                          | Europcar                        | 1 pt                            |
| 6e                              | Rafał Majka                     | Pologne                         | Tinkoff-Saxo                    | 1 pt                            |
| 7e                              | Thomas De Gendt                 | Belgique                        | Lotto-Soudal                    | 1 pt                            |
| 8e                              | Christopher Froome              | Royaume-Uni                     | Sky                             | 1 pt                            |
| 9e                              | Daniel Martin                   | Irlande                         | Cannondale-Garmin               | 1 pt                            |
| modifier                        |                                 |                                 |                                 |                                 |

### Classement du meilleur jeune
| Classement général du meilleur jeune | Classement général du meilleur jeune | Classement général du meilleur jeune | Classement général du meilleur jeune | Classement général du meilleur jeune |
|                                      | Coureur                              | Pays                                 | Équipe                               | Temps                                |
| ------------------------------------ | ------------------------------------ | ------------------------------------ | ------------------------------------ | ------------------------------------ |
| 1er                                  | Peter Sagan                          | Slovaquie                            | Tinkoff-Saxo                         | en 31 h 2 min 7 s                    |
| 2e                                   | Warren Barguil                       | France                               | Giant-Alpecin                        | + 56 s                               |
| 3e                                   | Nairo Quintana                       | Colombie                             | Movistar                             | + 1 min 45 s                         |
| 4e                                   | Romain Bardet                        | France                               | AG2R La Mondiale                     | + 3 min 4 s                          |
| 5e                                   | Thibaut Pinot                        | France                               | FDJ                                  | + 6 min 22 s                         |
| modifier                             |                                      |                                      |                                      |                                      |

### Classement par équipes
| Classement par équipes | Classement par équipes | Classement par équipes | Classement par équipes |
|                        | Équipe                 | Pays                   | Temps                  |
| ---------------------- | ---------------------- | ---------------------- | ---------------------- |
| 1re                    | BMC Racing             | États-Unis             | en 93 h 6 min 49 s     |
| 2e                     | Tinkoff-Saxo           | Russie                 | + 1 min 44 s           |
| 3e                     | Etixx-Quick Step       | Belgique               | + 3 min 43 s           |
| 4e                     | AG2R La Mondiale       | France                 | + 5 min 55 s           |
| 5e                     | Giant-Alpecin          | Allemagne              | + 7 min 17 s           |
| modifier               |                        |                        |                        |

## Abandon

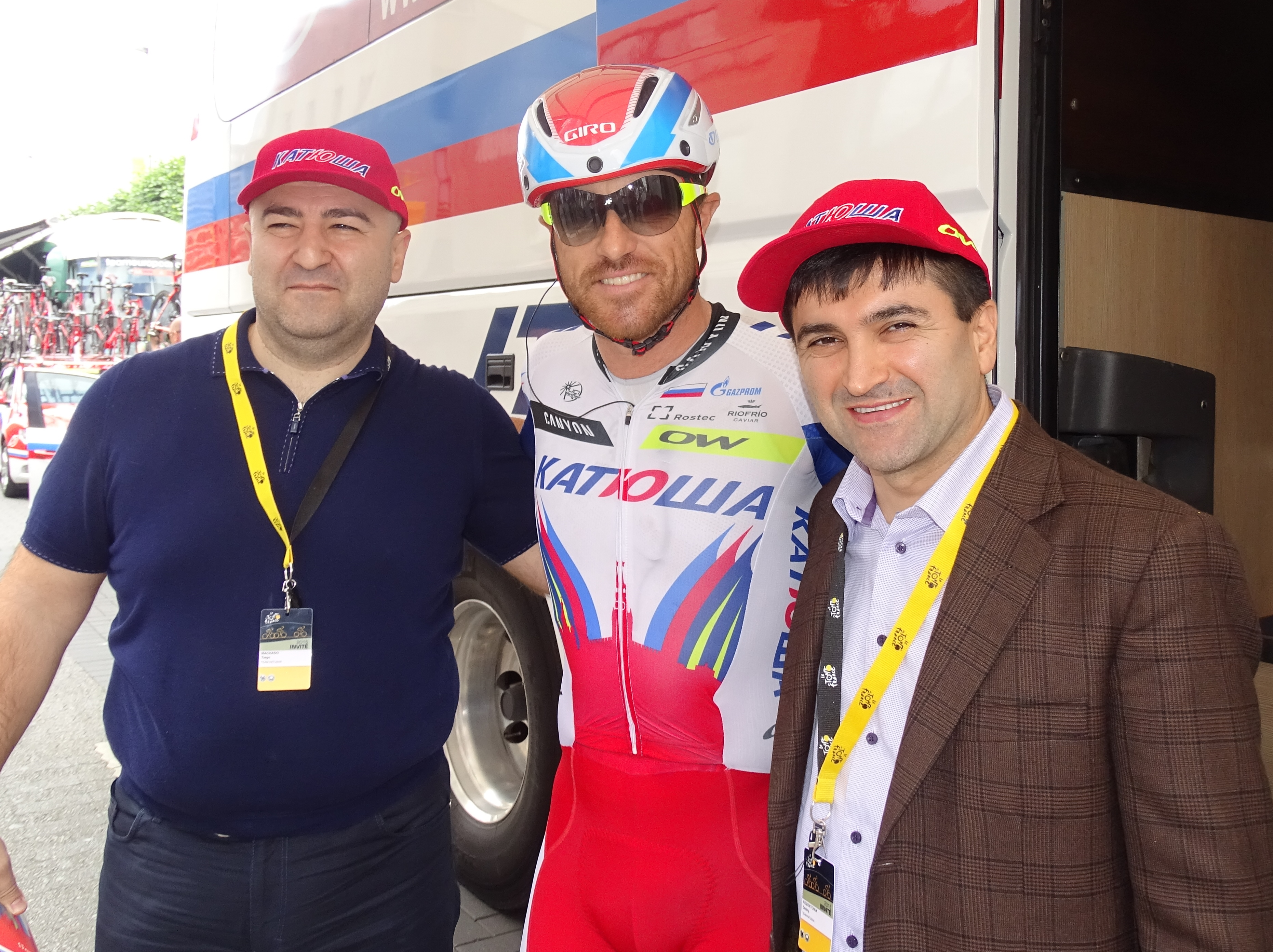
Luca Paolini, ici photographié lors du départ de la 3e étape du Tour de France 2015 à Anvers le 6 juillet.

- Luca Paolini (Katusha) : exclusion[4]